# ファミリーレールフェア
ファミリーレールフェアは、京阪電気鉄道が毎年実施している鉄道のイベント。
本項ではその前身である京阪レールフェスタ及び2008年のみ実施した京阪ファミリーサンクスフェア（けいはんファミリーサンクスフェア）についても記述するが、2009年以降は再び「ファミリーレールフェア」の名称に戻った。

## 概要
1999年より鉄道ファン以外にも家族や子供でも楽しめる「京阪レールフェスタ」としてイベントを開始し、寝屋川車庫で初開催した。2000年にもほぼ同タイトルで開催したが、21世紀初年度の2001年に「ファミリーレールフェア」に改題。2007年度までは、以後毎年11月（初期は10月に開催していた）の日曜日から、1日を選んで開催していた。
このイベントが他の鉄道イベントと大きく異なるのは、鉄道ファン向けに限定したものではなく、鉄道に興味のない家族連れや子供でも楽しめるイベント内容としている事である。このため、一般にも楽しめるように配慮されている代わりに内容はやや簡素となっている。
鉄道の日関連のイベントではなく、京阪グループの「ALL KEIHAN サンクスフェスタ」の一環として開催されていた。
2007年は10月28日の開催。この際「ファミリーレールフェア号」が1900系の1919F（一般色）を使用して運行された。なおこの年以外にも会場への臨時列車の運転は開催ごとに行われていたが、その後実施しなくなった。
2008年は7月25・26日に開催された。10月に中之島線の開業を控えていることから、夏休みに時期を変更した。また、来場者数の増加により、車庫で安全に開催することが困難になると判断して、開催場所をひらかたパークに変更した。なお、京阪グループ全体のイベントである「ALL KEIHAN サンクスフェスタ」の開催時期に付いては従来通り11月であった。
2009年には京阪中之島線開業1周年として再度旧名称に戻し、開催地も寝屋川車庫に戻った。2010年開催分も同様で同年10月17日に開催して2019年まで毎年自由入場で開催された。
2020年・2021年の開催は新型コロナウイルス感染症の流行で中止となり「おうちでファミリーレールフェア」を実施した。
2022年・2023年は事前応募制で開催した後、2024年は開催時期変更と発表したが、同年の開催は見送られた。
2025年の開催より、開催時期を5月に変更した。

## 主なイベント

### 第1期ファミリーレールフェア時代（2001年 - 2007年）
- 工場内作業見学
- 運転台操作体験
- 鉄道車両と子供の綱引き
- 乗車しての洗車機走行体験（洗車でGO!）
- 保線作業の展示、見学
- 子供向けとして制服と制帽を着用しての撮影会
- オリジナルKカードの作成
- 鉄道模型の運転
- 鉄道部品、鉄道グッズ、バスグッズ、駅弁の販売

その他

### 京阪ファミリーサンクスフェア（2008年）
- ひらかたパークのホール内で壁一面にヘッドマークが展示されていた。
- 京阪3000系の先頭部分(運転席の部分まで)が再現されており、写真撮影が可能だった。
- 鉄道模型の運転やミニトレインの運転が行われていたりドアの開閉体験など車庫イベント時代を縮小した内容だった。
- グッズ販売は屋外で陳列棚で販売されていた。

### 第2期ファミリーレールフェア時代（2009年 - 2019年）
- 基本的には第1期時代と同様。

### おうちでファミリーレールフェア（2020年・2021年）
- 2020年・2021年は新型コロナウイルス感染症の流行でファミリーレールフェアを中止した代替に「おうちでファミリーレールフェア」を実施した。

### 事前応募制での開催（2022年・2023年)
- 2022年・2023年は事前応募制で開催された。
- 2023年は10月22日の9:30から15:30まで執り行われた。

### 開催なし(2024年)
2024年8月25日に、2024年のファミリーレールフェアは開催時期変更との発表があったが、結局は同年には開催しなかった。

### 事前応募制での開催（2025年)
2025年3月25日、開催時期を5月に変更の上、5月25日に開催することを発表した。

## 開催場所
- 寝屋川車庫
  - 寝屋川市駅下車、萱島駅方向（南）へ徒歩約15分
- ひらかたパーク（2008年度のみ）
  - 枚方公園駅下車、徒歩約3分